# Actual Miles: Henley's Greatest Hits
Actual Miles: Henley's Greatest Hits är ett samlingsalbum av den amerikanske musikern Don Henley, utgivet i november 1995. 
Förutom de största hitsen från hans tidigare soloalbum, I Can't Stand Still, Building the Perfect Beast och The End of the Innocence, innehåller det en cover på Leonard Cohens "Everybody Knows" samt två nya låtar, "The Garden of Allah" och "You Don't Know Me at All". Låten Everybody knows beskrivs som "a special  bonus track" och det nämnas inte.

## Låtlista
1. "Dirty Laundry" (Henley, Danny Kortchmar) - 5:36
2. "The Boys of Summer (Mike Campbell, Henley) - 4:45
3. "All She Wants to Do Is Dance" (Kortchmar) - 4:28
4. "Not Enough Love in the World (Henley, Kortchmar, Benmont Tench) - 3:54
5. "Sunset Grill" (Henley, Kortchmar, Tench) - 6:22
6. "The End of the Innocence" (Henley, Bruce Hornsby) - 5:14
7. "The Last Worthless Evening" (John Corey, Henley, Stan Lynch) - 6:05
8. "New York Minute" (Henley, Kortchmar, Jai Winding) - 6:34
9. "I Will Not Go Quietly" (Henley, Kortchmar) - 5:41
10. "The Heart of the Matter" (Campbell, Henley, J.D. Souther) - 5:21
11. "The Garden of Allah" (Corey, Paul Gurian, Henley, Lynch) - 7:03
12. "You Don't Know Me at All" (Corey, Henley, Lynch) - 5:36
13. "Everybody Knows" (Leonard Cohen, Sharon Robinson) - 6:10